# فيكتور نيومان
فيكتور نيومان (بالرومانية: Victor Neumann)‏ هو مؤرخ روماني، ولد في 28 أكتوبر 1953.